# El Pinar
El Pinar é um município da Espanha na província de Granada, comunidade autónoma da Andaluzia, de área 37,91 km² com população de 1067 habitantes (2007) e densidade populacional de 29,52 hab/km².

## Demografia
| Variação demográfica do município entre 1991 e 2004 | Variação demográfica do município entre 1991 e 2004 | Variação demográfica do município entre 1991 e 2004 | Variação demográfica do município entre 1991 e 2004 |
| --------------------------------------------------- | --------------------------------------------------- | --------------------------------------------------- | --------------------------------------------------- |
| 1991                                                | 1996                                                | 2001                                                | 2004                                                |
| 1296                                                | 1286                                                | 1088                                                | 1119                                                |